# Kosatka Island
Kosatka Island (englisch; bulgarisch остров Косатка ostrow Kosatka, deutsch ‚Schwertwalinsel‘) ist eine größtenteils vereiste, in ost-westlicher Ausrichtung 653 m lange und 195 m breite Insel in der Gruppe der Dannebrog-Inseln im Wilhelm-Archipel vor der Graham-Küste des Grahamlands auf der Antarktischen Halbinsel. Sie liegt 6,3 km nordwestlich der Booth-Insel, 3,18 km nordöstlich von Meduza Island, 1,24 km südöstlich von Kalmar Island und 7,37 km westlich von Kril Island (Wauwermans-Inseln).
Britische Wissenschaftler kartierten sie 2001. Die bulgarische Kommission für Antarktische Geographische Namen benannte sie 2020 deskriptiv, da sie in ihrer Form entfernt an einen Schwertwal erinnert.